# Morindopsis
Morindopsis là một chi thực vật có hoa trong họ Thiến thảo (Rubiaceae).

## Loài
Chi Morindopsis gồm các loài: